# Гералис, Апостолос
 Апо́столос Гералис  (греч. Απόστολος Γεραλής; 1886, Тригона, Лесбос, Османская империя — 1983, Афины, Греция) — греческий художник.

## Биография
Родился в 1886 году в селе Тригона, на юго-востоке острова Лесбос.
Является младшим братом известного греческого художника Луки Гералиса.
В силу того, что его отец (настоящая фамилия Карадукас) происходил из села на побережье залива Гера, за семьёй закрепилось прозвище Гералис (происходящий из Геры), ставшее фамилией художников Луки и Апостола.
Лесбос в тот период был ещё под османским контролём, но Апостолос последовал за старшим братом на учёбу в Греческое королевство.
В 1903 году поступил в Афинскую школу изящных искусств, где учился у: Димитриоса Гераниотис, Спиридона Викатоса и Георгия Ройлоса.
Получив стипендию, продолжил учёбу в Академии Жюлиана в Париже.
По возвращении из Парижа Гералис был назначен преподавателем в греческую Всекипрскую гимназию в Лефкосии, на находившемся под британским контролём острове Кипр.
Гералис оставался на этом посту до 1915 года.
Гералис писал в основном жанровые сцены, которые характерны своим пленэром в стиле академизма.
Картины Гералиса характеризует глубокая религиозность художника.
Гералис принял участие во множестве выставок в Греции и за её рубежами.
Гералис умер в Афинах в 1983 году.
Картины художника хранятся и выставлены в Национальной галерее Греции, Муниципальной галерее Ларисы и частных коллекциях.
Картины Апостолиса Гералиса часто выставляются на международных аукционах произведений искусства.